# Yxskaftkälen
Yxskaftkälen är en by i Gåxsjö distrikt (Gåxsjö socken), Strömsunds kommun i Jämtland. Byn, som ligger 407 meter över havet, är en typisk så kallad höghöjdsby. Yxskaftkälen är belägen i Gåxsjö distrikts nordöstra del och gränsar till Ströms distrikt och Hammerdals distrikt.

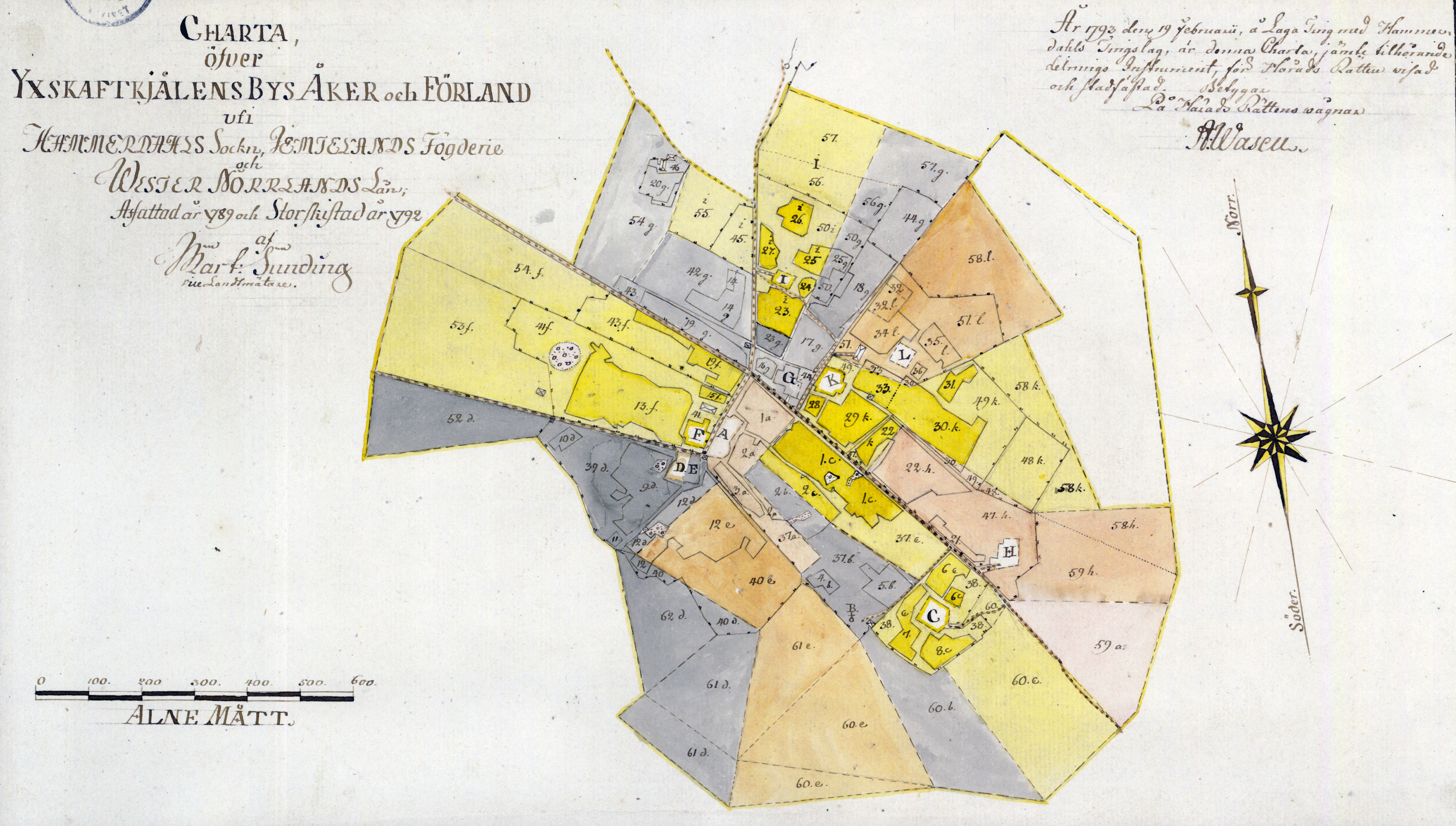
Storskifteskarta över Yxskaftkälen, upprättad 1792 av lantmätare Martin Sunding.

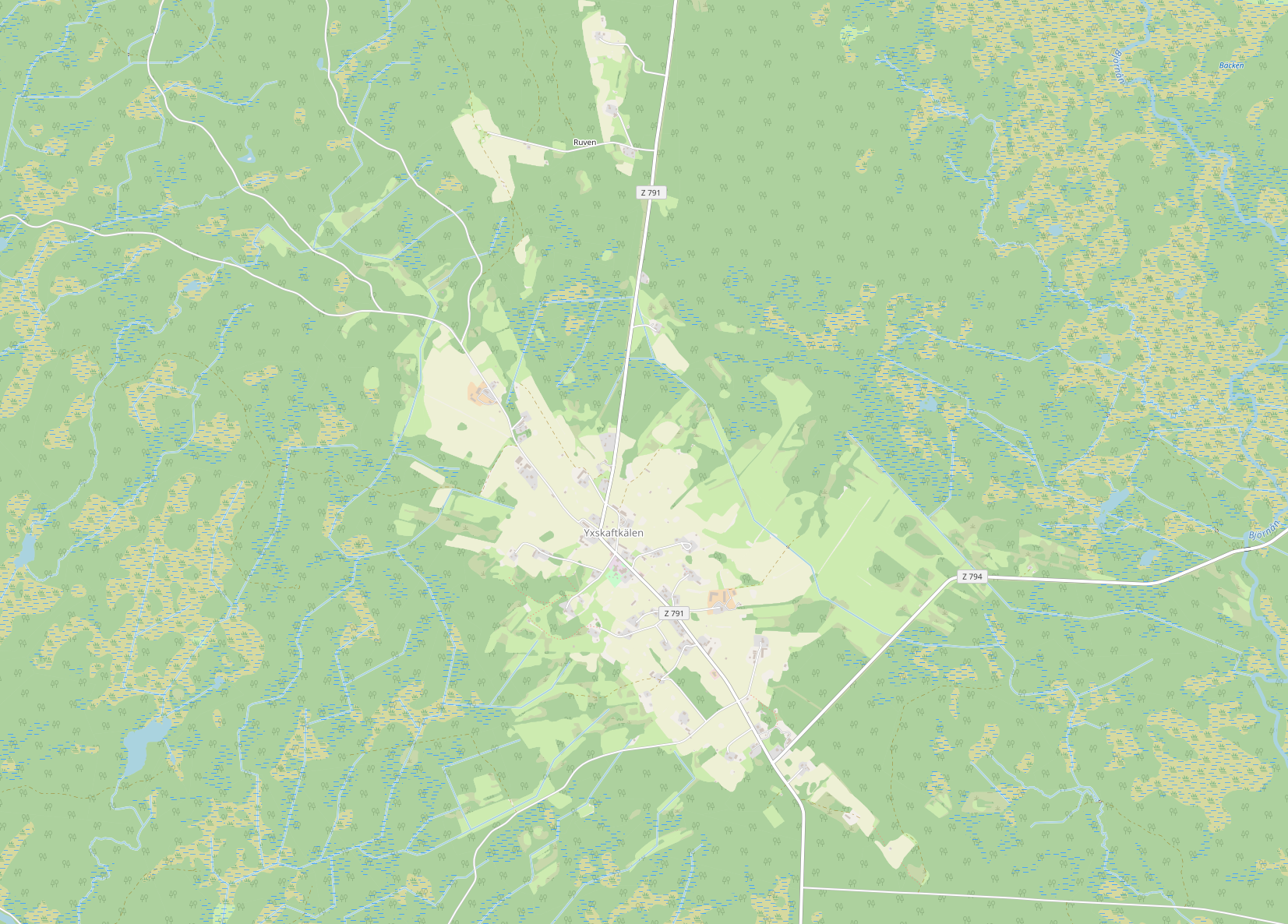
Karta över Yxskaftkälen 2021.

## Historia
Ortnamnet Yxskaftkälen kommer från ordet käl, med betydelsen 'skogbeklädd höjd (ås) på utmark', och förleden yxskaft, med syftning på att där fanns bra ämnen till yxskaft.
Yxskaftkälen grundades 1758. Byn låg ursprungligen inom Hammerdals socken, men kom sedan Gåxsjö byggt egen kyrka 1886 att bilda Gåxsjö församling och Gåxsjö landskommun. Några av gårdarna i byns norra och östra delar (Norra Ruven, Öhntorpet, Björnålund och Bränntorpet) är dock belägna inom Ströms och Hammerdals socknars gränser.
I äldre tider räknades området som avradsland, kallat "Elvflolandet". Begreppet avradsland innebar kronoskog, som fick nyttjas mot en årlig skatt, så kallad avrad. I de äldre källorna från 1600- och 1700-talen omnämns att bönder från Fagerdal, Gisselås och Sikås arrenderade marken för bete.
Den första nybyggarna var avskedade ryttaren Zakris Ingelsson Bolling och hans kusin dragonen Zakris Nilsson Berggren från Jämtlands regemente med familjer, båda två härstammande från byn Åsen i Hammerdal. Dessa kom till Yxskaftkälen 1759 respektive 1760 (eller 1762). Bolling uppförde sin gård på byns högsta punkt, där en minnessten restes 1924. Samtida med dessa två nybyggare var även Olof Larsson Byström med familj, inflyttad omkring 1762. Erik Jonsson från Glösa i Alsens socken kom till Yxskaftkälen som nybyggare 1766. Byström och Berggren uppförde sina gårdar på ett gemensamt gårdstun intill Bollings gård. På platsen för dessa gårdar ligger numera gården Yxskaftkälen 2:48 (under många år byns pensionat). Även Erik Jonsson uppförde sin gård nära de andra tre gårdarna. Efter två förödande bränder, den sista i april 1817, flyttades emellertid dessa gårdar ut till andra lägen inom vardera inägoskifte. Erik Jonssons gård utgör ursprunget till Flygaregården och Västat. Zakris Bollings gård utgör ursprunget till bland annat nuvarande Östat och Zakris Östat-gården. Zakris Berggrens gård utgör ursprunget till bland annat Hjortgården och Hjort-Erik-gården. Olof Byströms gård utgör ursprunget till bland annat Länsmansgården och Röstgården.
Under 1770-talet kom ytterligare nybyggare till Yxskaftkälen: 1770 Olof Johansson, 1772 Lars Jonsson, 1772 Hindrik Estensson, 1775 dragonen Erik Högberg, 1775 Nils Jonsson Flygare (övertog Erik Jonssons gård) och 1778 Johan Olofsson. Zakris Ingelsson Bolling delade sitt hemman 1775, varvid sonen Jöns övertog den gamla gården och mågen Jon uppförde den nya gården drygt 300 meter åt sydöst. 
Bland de äldsta nu kvarvarande gårdarna på ursprunglig plats kan nämnas: Riktgården (byggd 1775 av Erik Högberg), Sven Jönsa-gården (uppbyggd 1790 av Nils Olofsson Fyrberg), Stunndals-Ola-gården (uppbyggd omkring 1770 av Lars Jonsson), Östergärdes-gården (uppbyggd 1775 av Jon Zakrisson), Hans Erssa-gården (uppbyggd 1778 av Johan Olofsson) och Zakrisgården (uppbyggd omkring 1770 av Olof Johansson).
Den äldsta kartan över Yxskaftkälens är från 1789 och togs fram i samband med skatteläggningsberedning. Byns åbor (hemmansägare) var då vid tillfället: Jöns Zakrisson, Jon Zakrisson, Jonas Zakrisson, Pehr Pehrsson, Nils Jonsson, Jon och Johan Olofssöner, Hans Andersson, Sven Ersson och Hindrik Estensson. 
I samband med storskifte av inägorna 1792 (då varje gård fick sina inägoskiftesgränser fastställda) upprättades ytterligare kartor över byn vilken vid denna tid hade nio åbor: Jöns Zakrisson (Litt. A ½ tunnland), Nils Olofsson (Litt. B ½ tunnland), Jon Zakrisson (Litt. C 1 tunnland), Pehr Hemmingsson (Litt. D 1 tunnland), Olof Olofsson Byström (Litt. E 1 tunnland), Nils Jonsson Flygare (Litt. F 1 tunnland), Jon Olofsson (Litt. G 1 tunnland), Johan Olofsson (Litt. H ½ tunnland), Hans Andersson Östedt (Litt. I ½ tunnland), Olof Jonsson Stugendahl (Litt. K ½ tunnland), Hindric Estensson (Litt. L ½ tunnland)
Uppmätning av Yxskaftkälen inför laga skifte skedde 1823 och fastställdes 1834 och 1835. Den 24 februari 1836 fastställde avvittringsrätten de nya gränserna. Genom hemmansklyvningar hade flera nya gårdar skapats sedan tiden för storskiftet. Skiftesgränserna som skapades ligger till grund för dagens fastighetsgränser. I samband med skiftesreformen indelades även byns gårdar, då sexton till antalet, (vilka numreras littera A–P) i fem stamhemmen (1-5). Också denna numrering är ursprunget
till dagens fastighetsbeteckning.
Laga skiftes-reformen fick följden att flertalet av byns fäbodar fick flyttas till nya lägen. Flera fäbodvallar låg utmed Öjån, som ligger tre-fyra kilometer västsydväst om byn. Vid Storöjbrännbodarna byggdes en vattendriven kvarn och såg på 1840-talet, vilken var i drift in på 1900-talet. 
Yxskaftkälens "storhetstid" kan sägas ha inträffat omkring 1920–1940, då byn hade uppemot 300 invånare. Omkring 1920 fanns 84 ladugårdar med mjölkproduktion i byn. Under 1930-talet kom bättre vägförbindelser till byn, så kallade AK-vägar, vilka drogs mot Gåxsjö–Hammerdal och Bredkälen–Strömsund. Detta underlättade bland annat för byns invånare att ta sig till Gåxsjö kyrka, dit man tidigare fått färdats på dåliga kärrvägar över myren Älgflon. Under 1940-talet började förändringar i byn göra sig märkbara, med bland annat ett sjunkande invånarantal. Samtidigt upphörde fäbodbruket till följd av mejeriernas tillkomst och mekaniseringen inom jordbruket. Slåttermarkerna och myrodlingarna i byns utkanter upphörde brukas under 1960- och 70-talen.
Affärer har funnits i Yxskaftkälen från 1870-talet och framåt. Det var lanthandlare som fanns på gårdarna i byn. Mellan 1940 och 1964 fanns också en Konsum-affär. Efter dess nedläggning kom affären att drivas i enskild regi i ytterligare sex år, innan den slutligen upphörde.
Yxskaftkälen hade egen skola 1884–1970. Både det äldre skolhuset (byggt 1884) och det nyare (byggt 1949) är bevarade med nya funktioner som gudstjänstlokal (EFS) respektive snickeri (Lusthuset).  
Telefon kom till Yxskaftkälen 1890 och elektricitet 1920. Vägbelysning, som finansierats av byinvånarna själva, sattes upp 1969. Mellan 1914 och 1968 fanns även poststation.

## Befolkningsutveckling
| Befolkningsutvecklingen i Yxskaftkälen 1860–2023 | Befolkningsutvecklingen i Yxskaftkälen 1860–2023 | Befolkningsutvecklingen i Yxskaftkälen 1860–2023 | Befolkningsutvecklingen i Yxskaftkälen 1860–2023 | Befolkningsutvecklingen i Yxskaftkälen 1860–2023 |
| ------------------------------------------------ | ------------------------------------------------ | ------------------------------------------------ | ------------------------------------------------ | ------------------------------------------------ |
|                                                  |                                                  |                                                  |                                                  |                                                  |
| År                                               |                                                  |                                                  | Folkmängd                                        |                                                  |
| 1860                                             | 1860                                             |                                                  | 151                                              |                                                  |
| 1880                                             | 1880                                             |                                                  | 216                                              |                                                  |
| 1890                                             | 1890                                             |                                                  | 262                                              |                                                  |
| 1900                                             | 1900                                             |                                                  | 246                                              |                                                  |
| 1910                                             | 1910                                             |                                                  | 226                                              |                                                  |
| 1930                                             | 1930                                             |                                                  | 266                                              |                                                  |
| 1940                                             | 1940                                             |                                                  | 294                                              |                                                  |
| 1950                                             | 1950                                             |                                                  | 212                                              |                                                  |
| 1960                                             | 1960                                             |                                                  | 208                                              |                                                  |
| 1970                                             | 1970                                             |                                                  | 127                                              |                                                  |
| 1980                                             | 1980                                             |                                                  | 118                                              |                                                  |
| 1990                                             | 1990                                             |                                                  | 101                                              |                                                  |
| 2023                                             | 2023                                             |                                                  | 77                                               |                                                  |
| Anm: Källor:ArkivDigital, ratsit.se.             |                                                  |                                                  |                                                  |                                                  |

### Historiska bilder

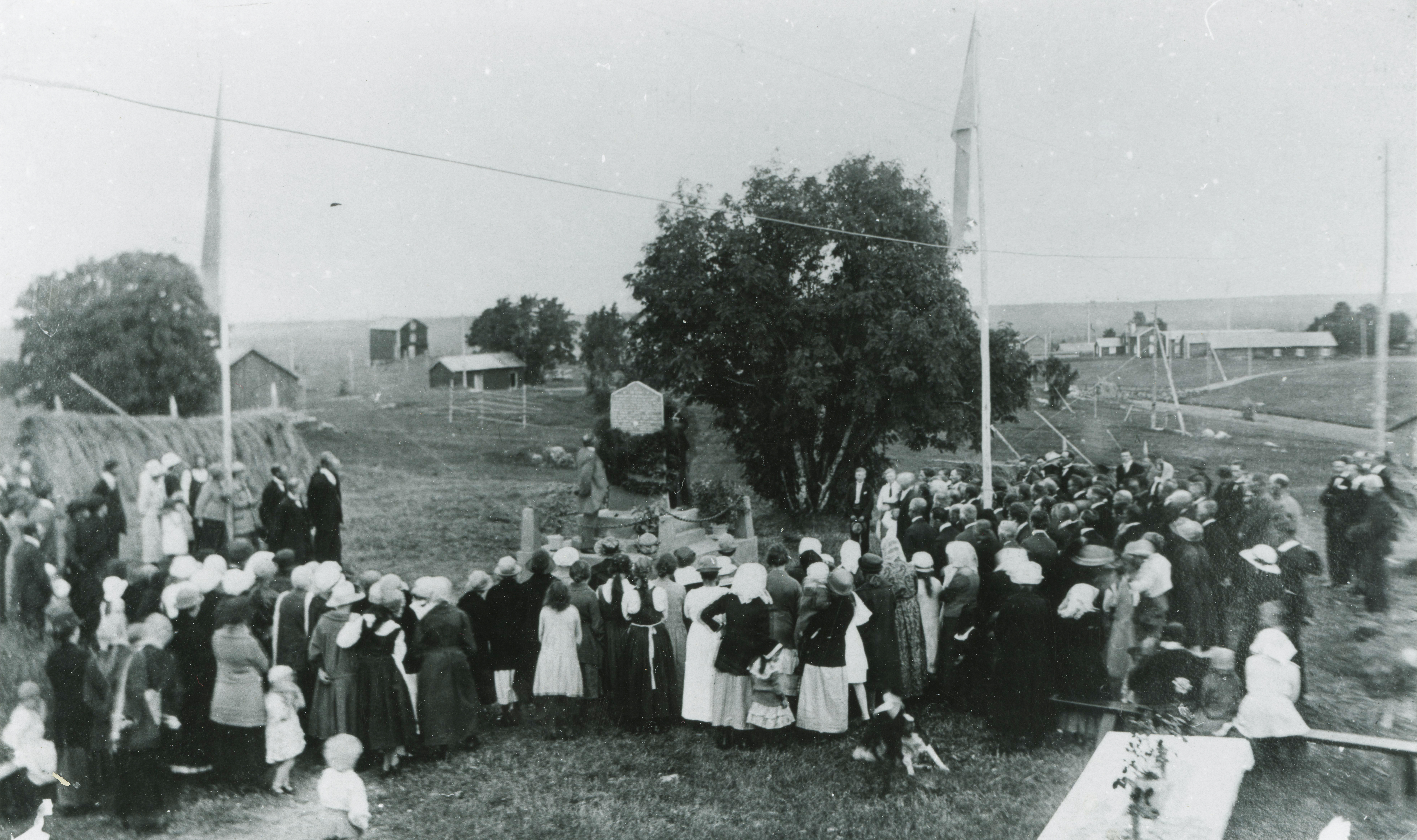
Avtäckningen av byns minnessten 5 juli 1924, med folkskolläraren H. Hamrén, född i Yxskaftkälen, som högtidstalare.
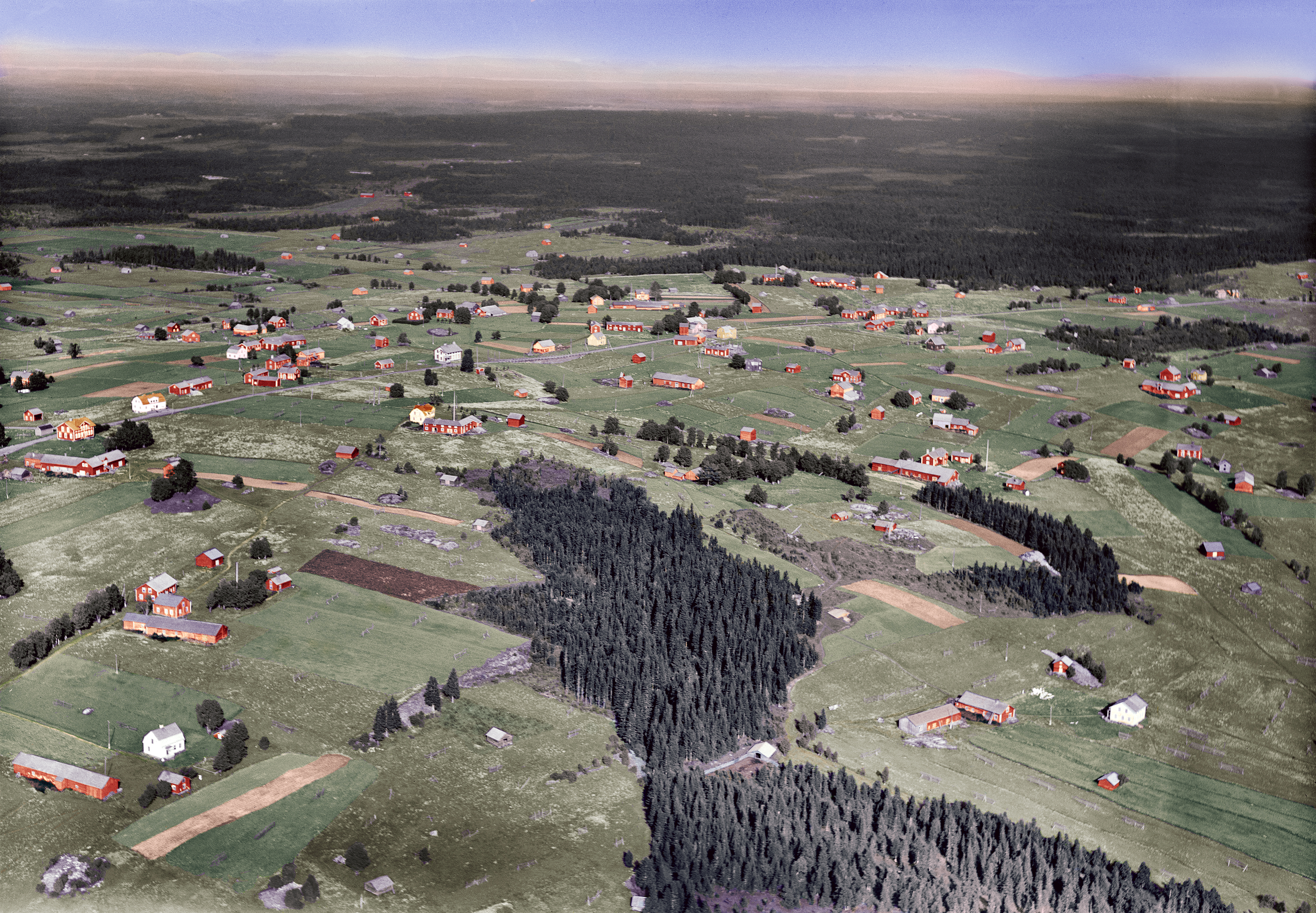
Kolorerat flygfoto över Yxskaftkälen 1937.
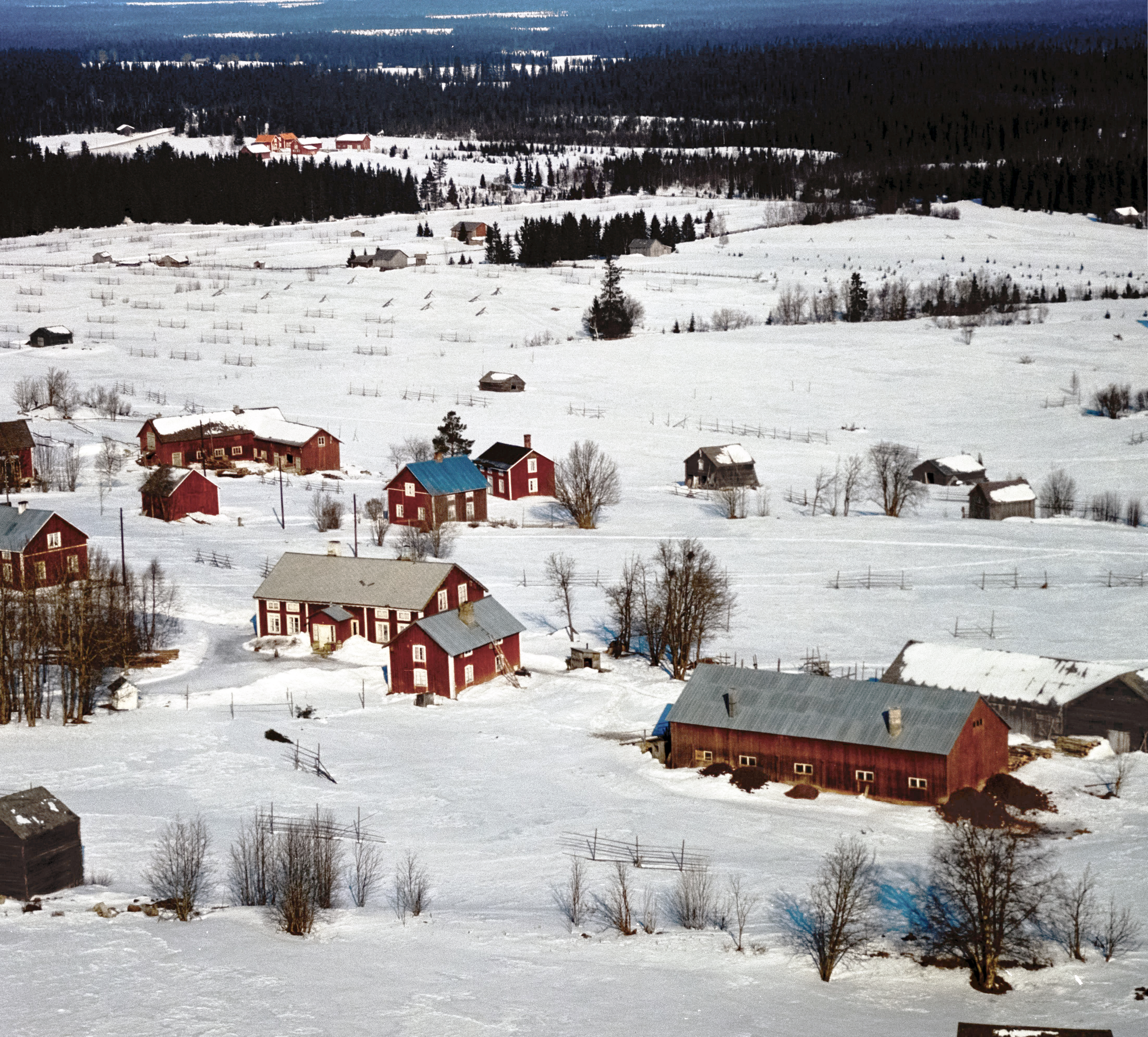
Flygfoto över Yxskaftkälen 1967.
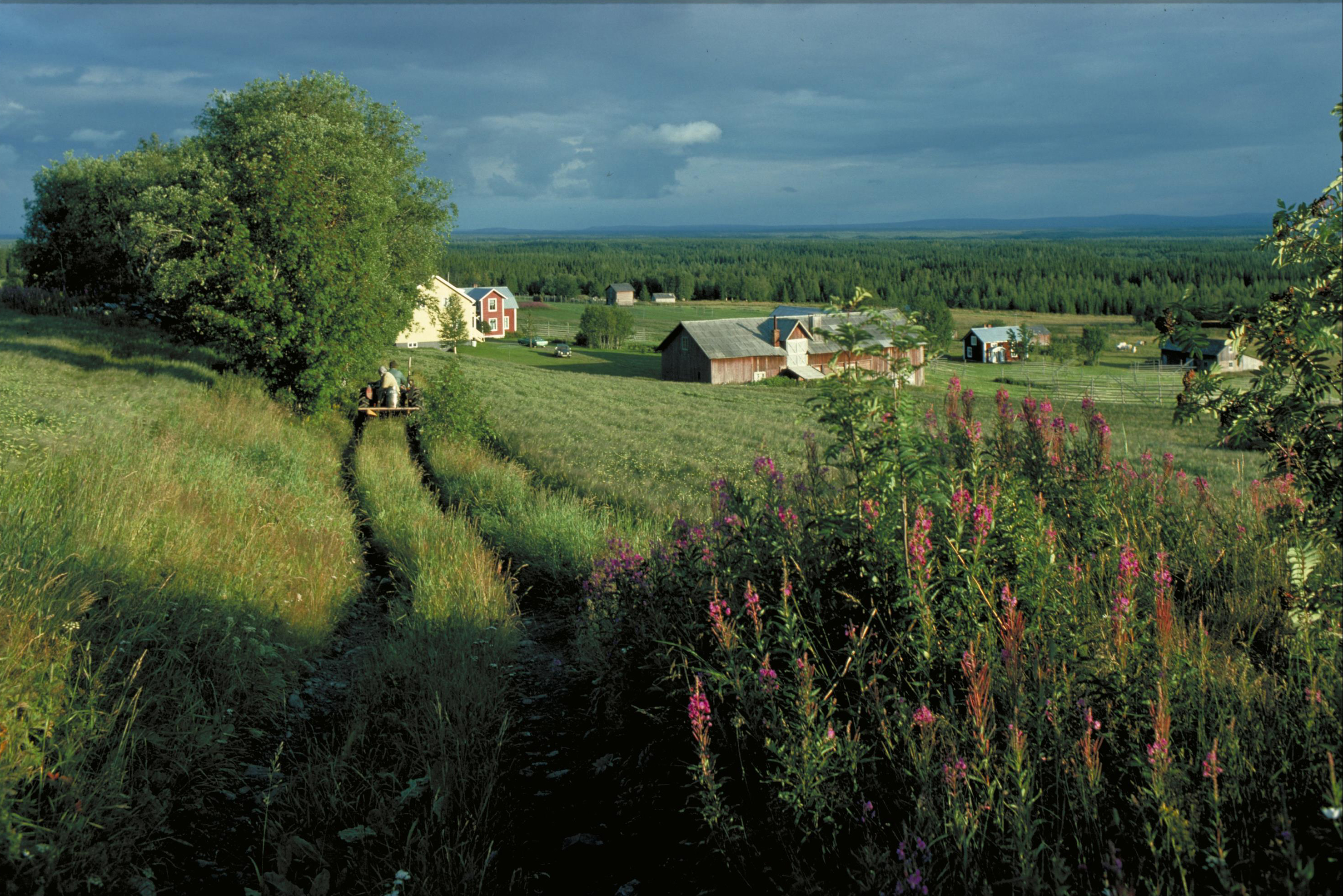
Vy över byns sydvästra delar i mitten av 1970-talet.

### Äldre bebyggelse

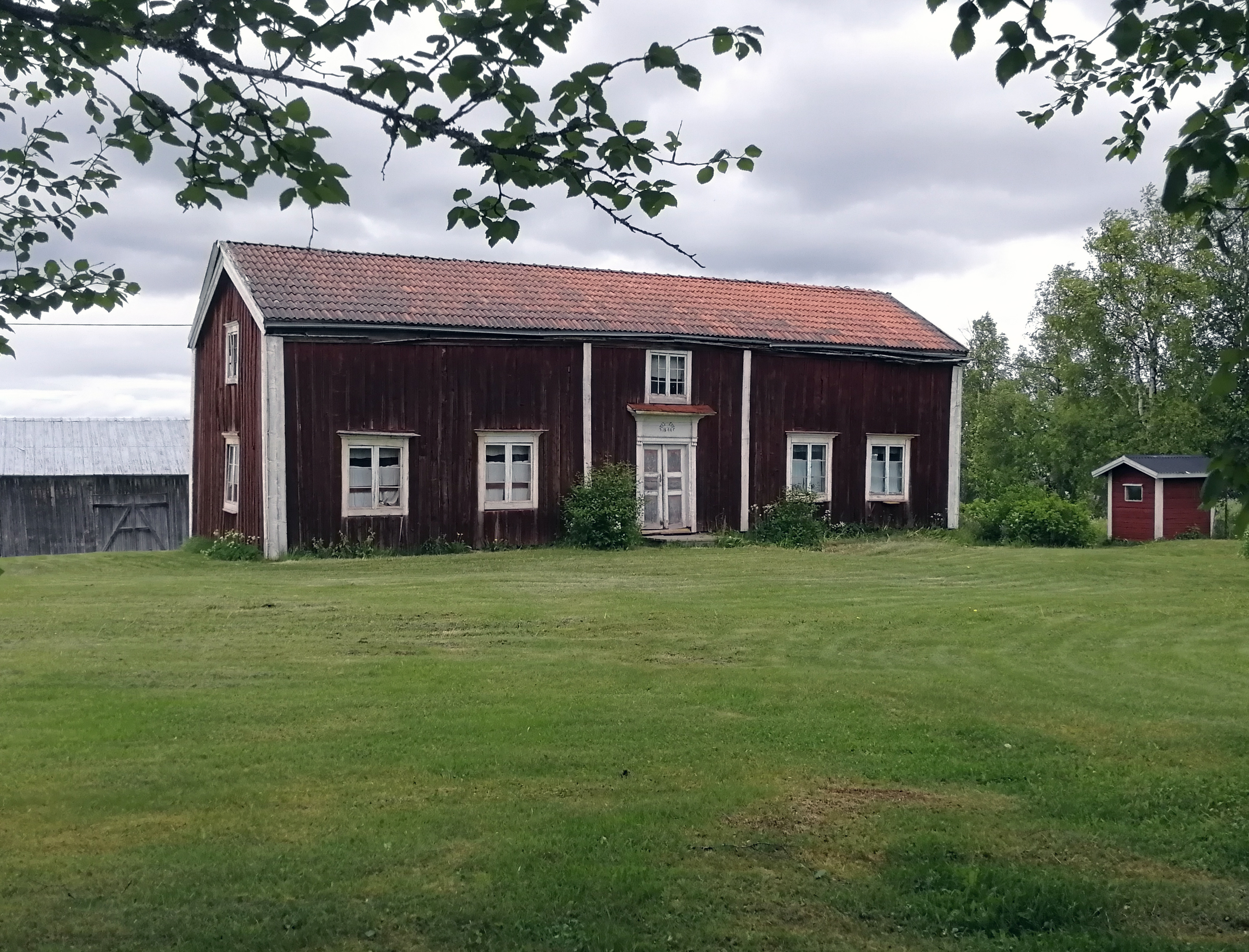
Zakrisgårdens gamla mangårdsbyggnad, årtalsmärkt 1844.
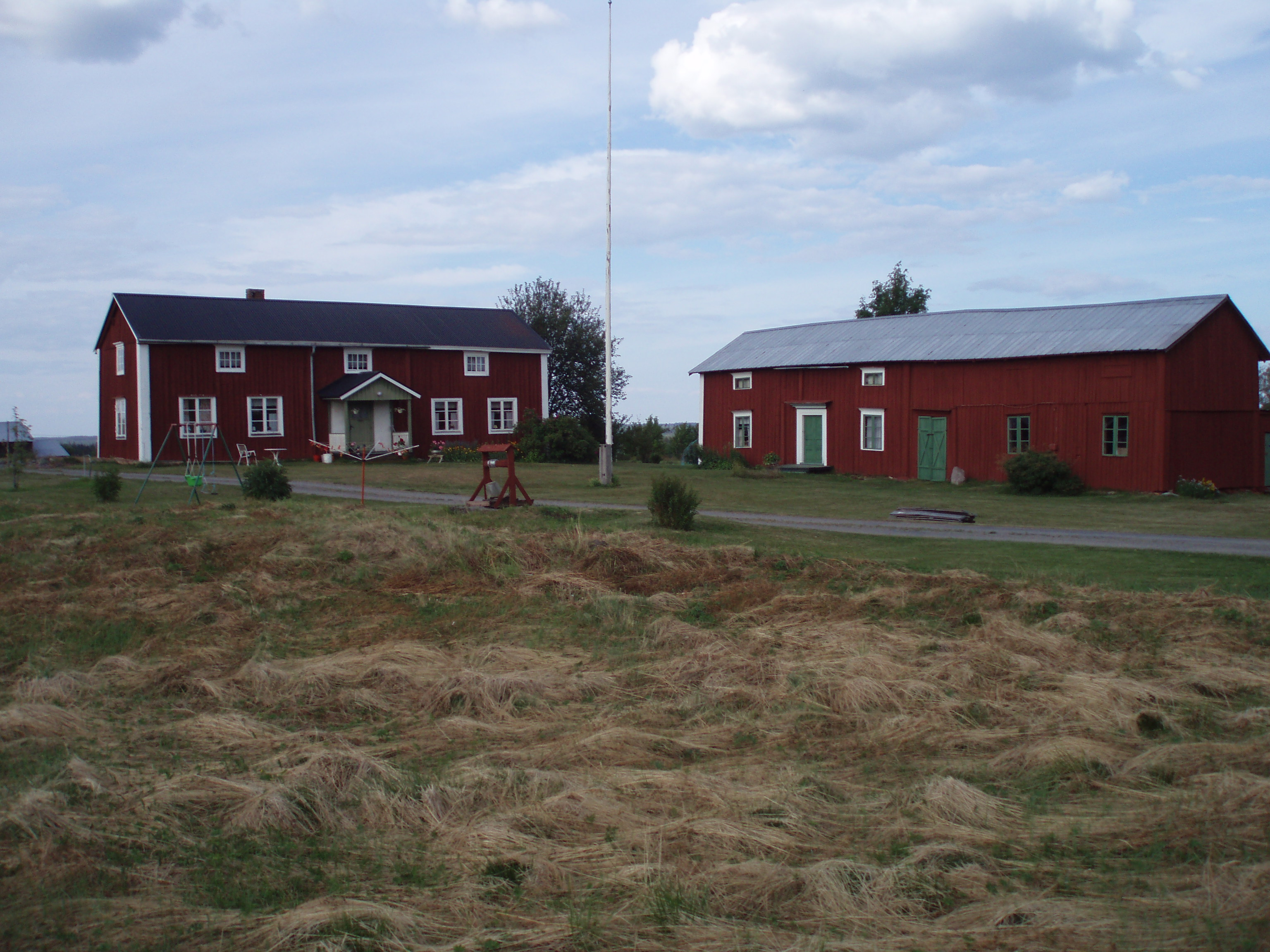
Hans Erssa-gården. Mangårdsbyggnaden troligtvis uppförd på sent 1700-tal eller tidigt 1800-tal.
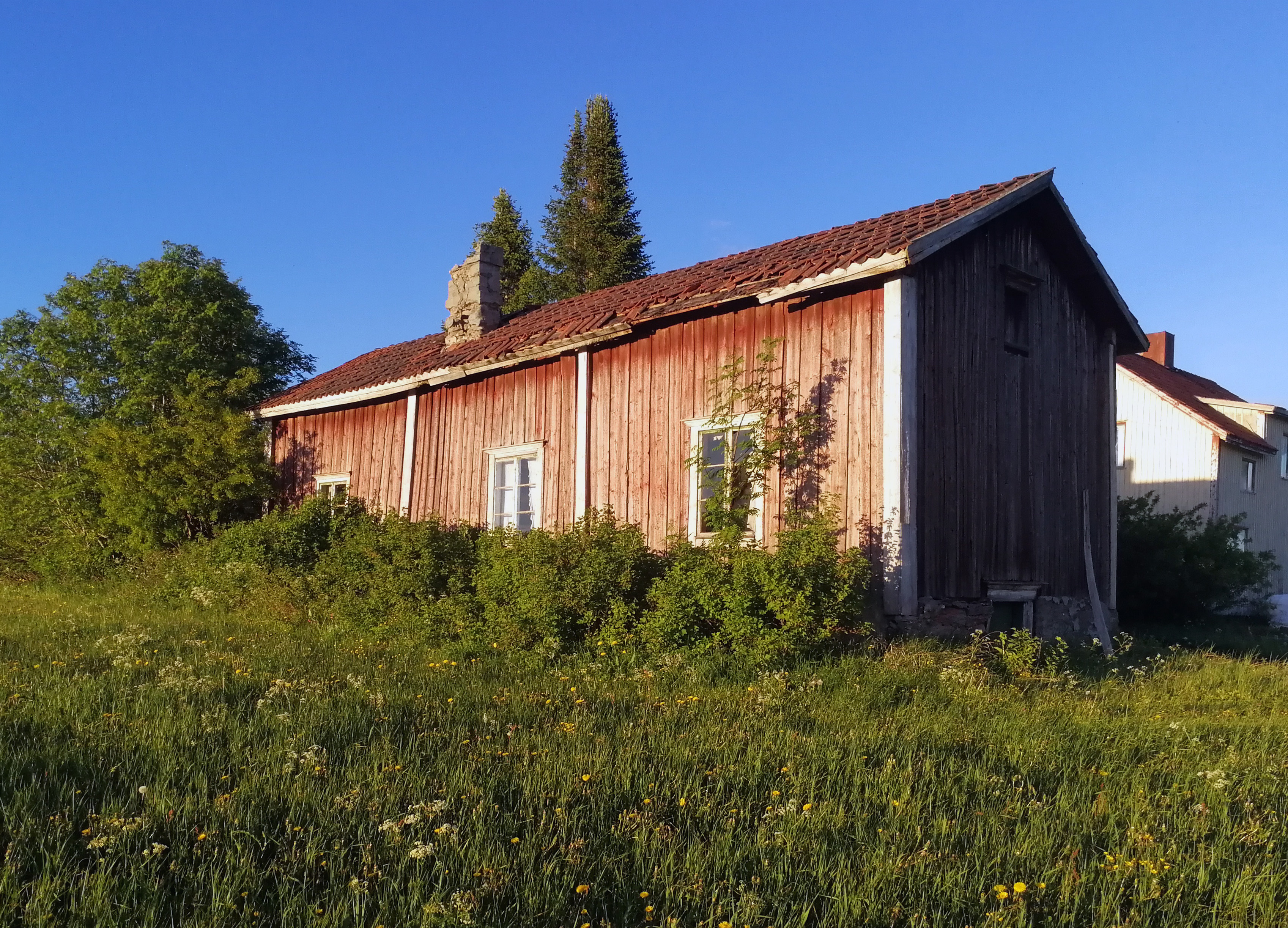
Östergärdes-gårdens gamla mangårdsbyggnad, årtalsmärkt 1803.
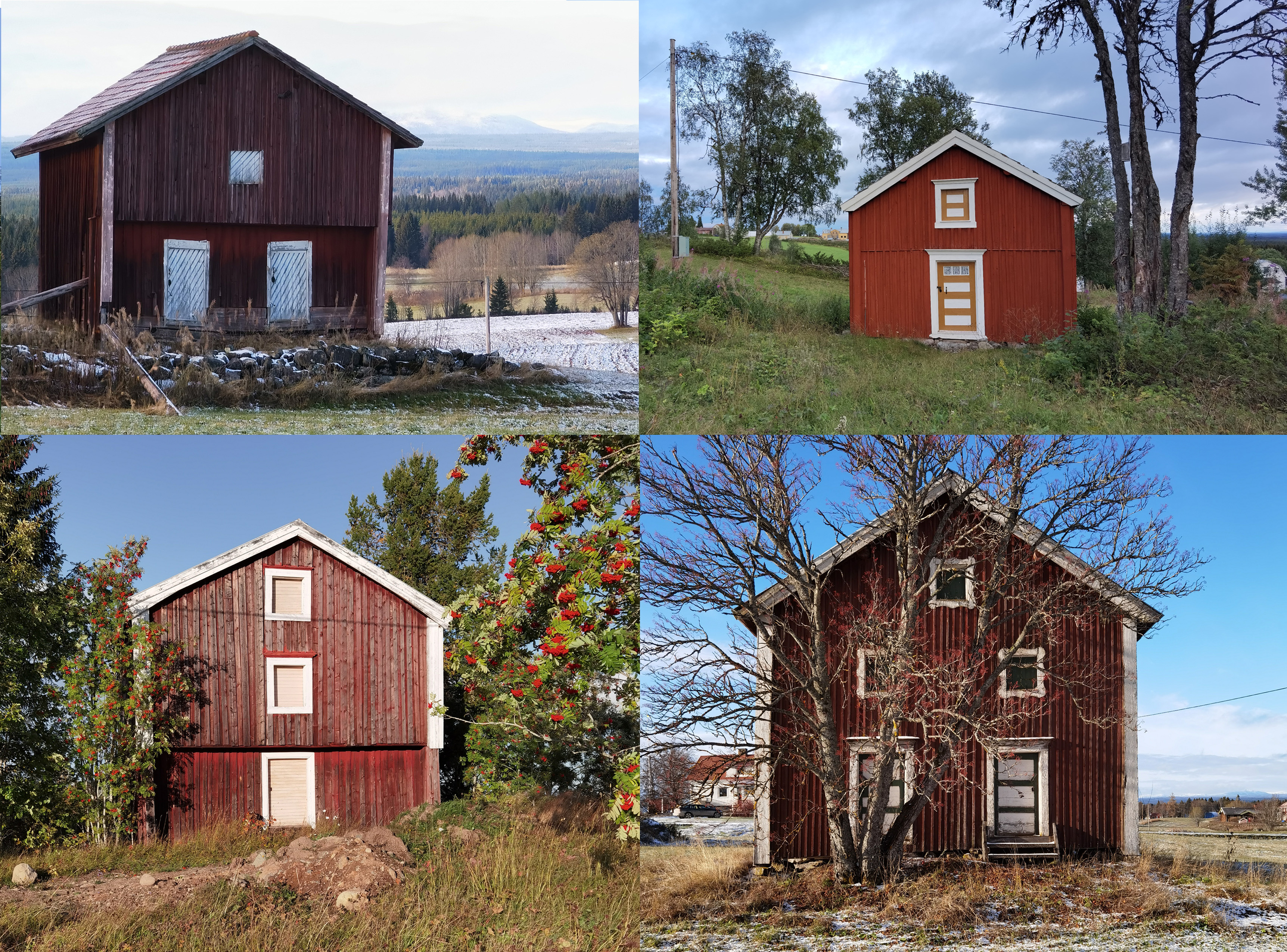
Härbren

## Byn idag
Idag (2023) finns en avelsgård i drift. Byns ursprungliga odlingslandskap hålls öppet vilket gör Yxskaftkälen till en värdefull plats i kulturgeografiskt avseende. Markerna runt byn domineras av låglänta tall- och granskogar och vidsträckta myrmarker. Dessa områden har på sina ställen en varierande och artrik flora.
I byn finns Lusthuset, en utomhusanläggning med vattenträdgård och modelljärnväg. Den senare marknadsförs under namnet Yxskaftkälens järnvägar. Där finns även en mindre kiosk med servering.

### Nutida bilder

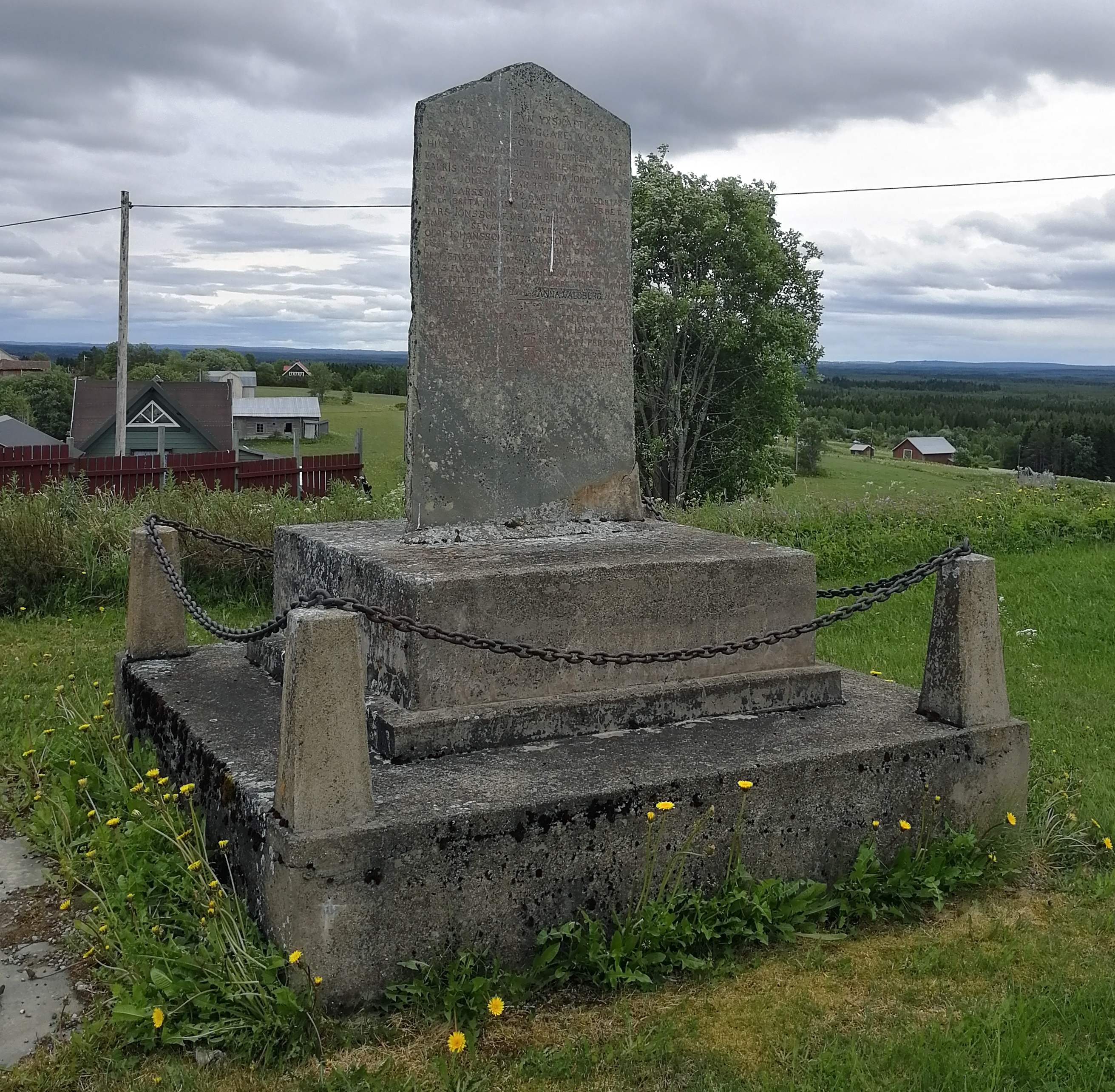
Minnesstenen.
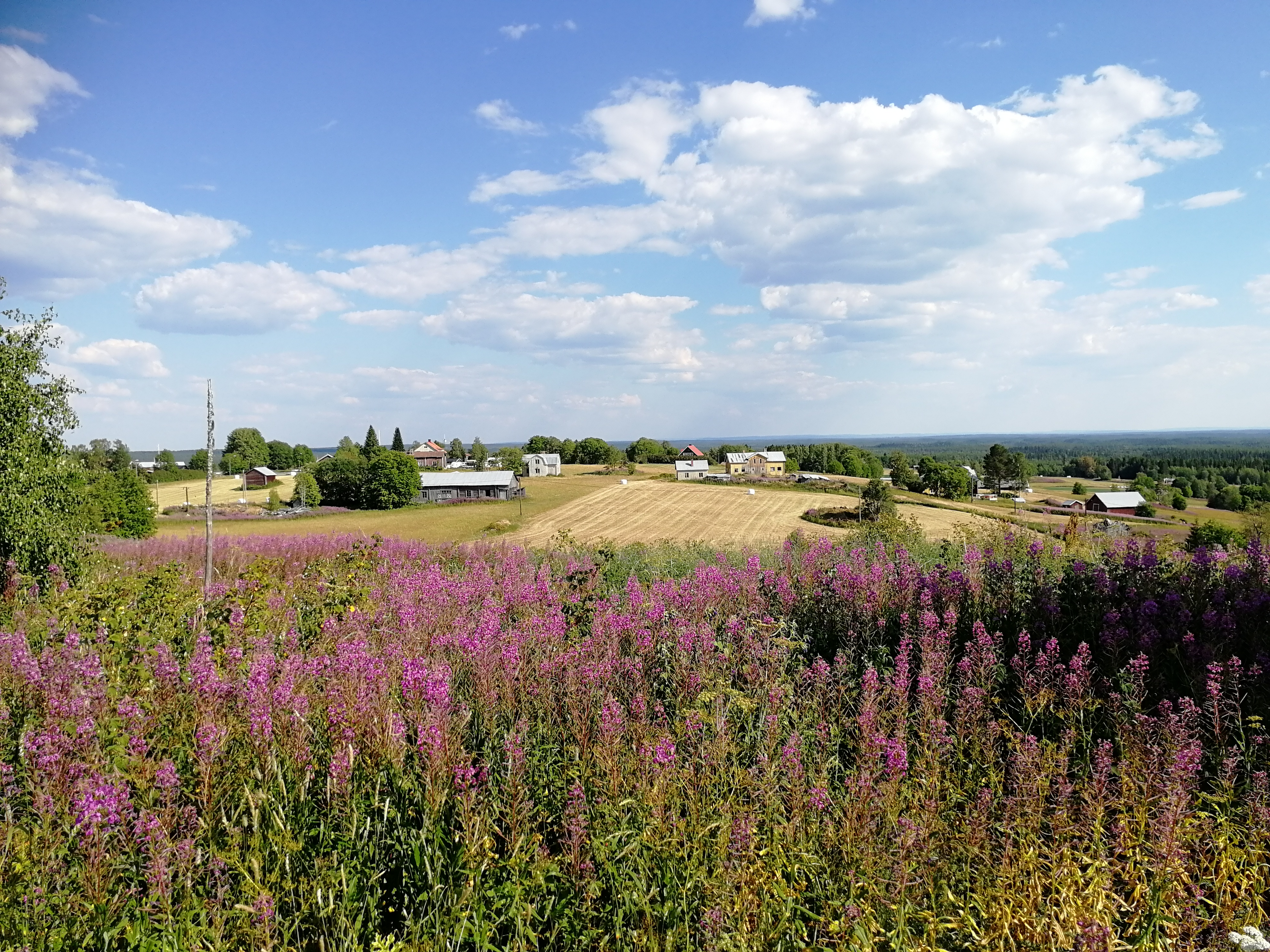
Vy över byns sydvästra delar.
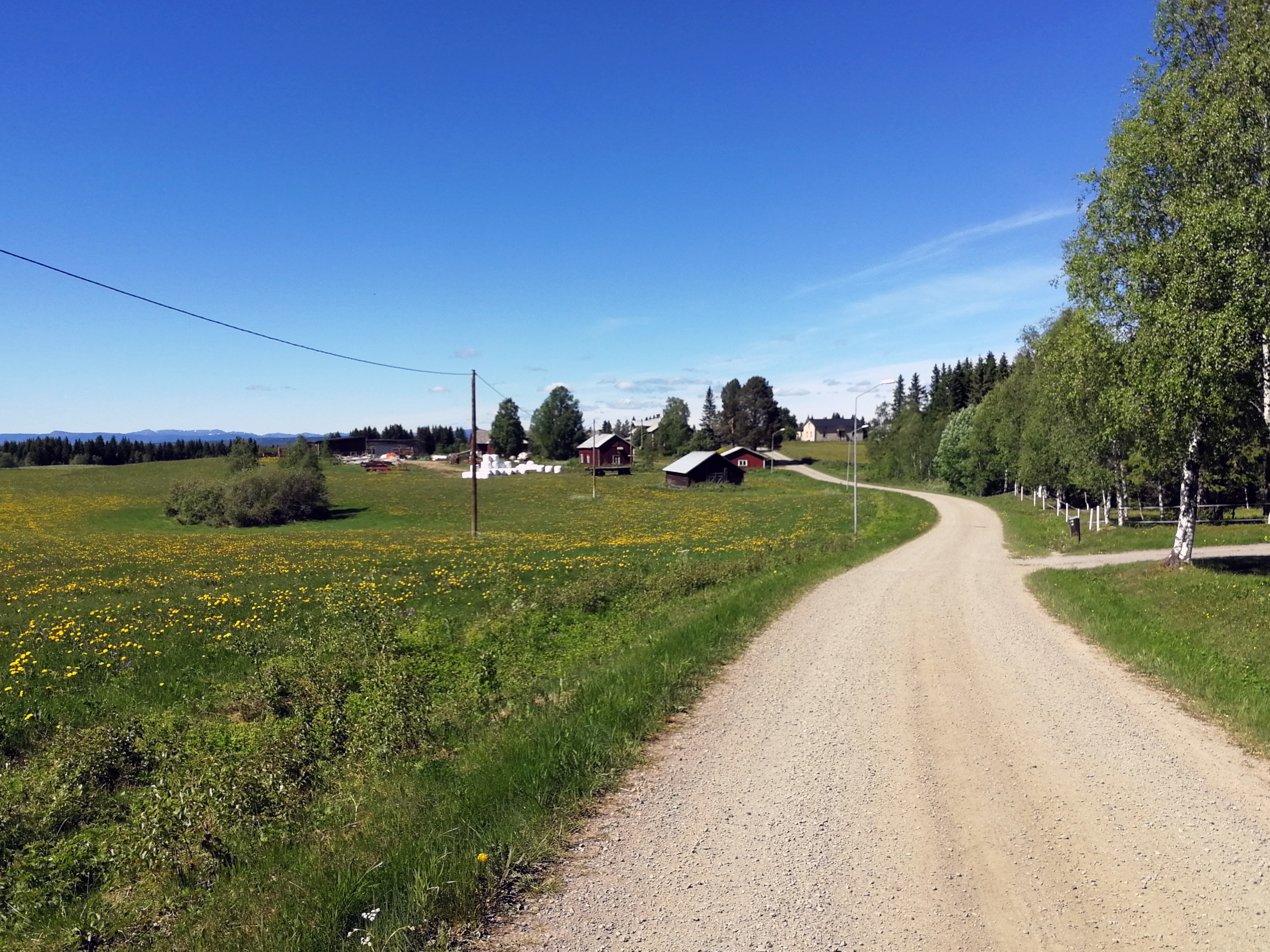
Bygatan mot nordväst.
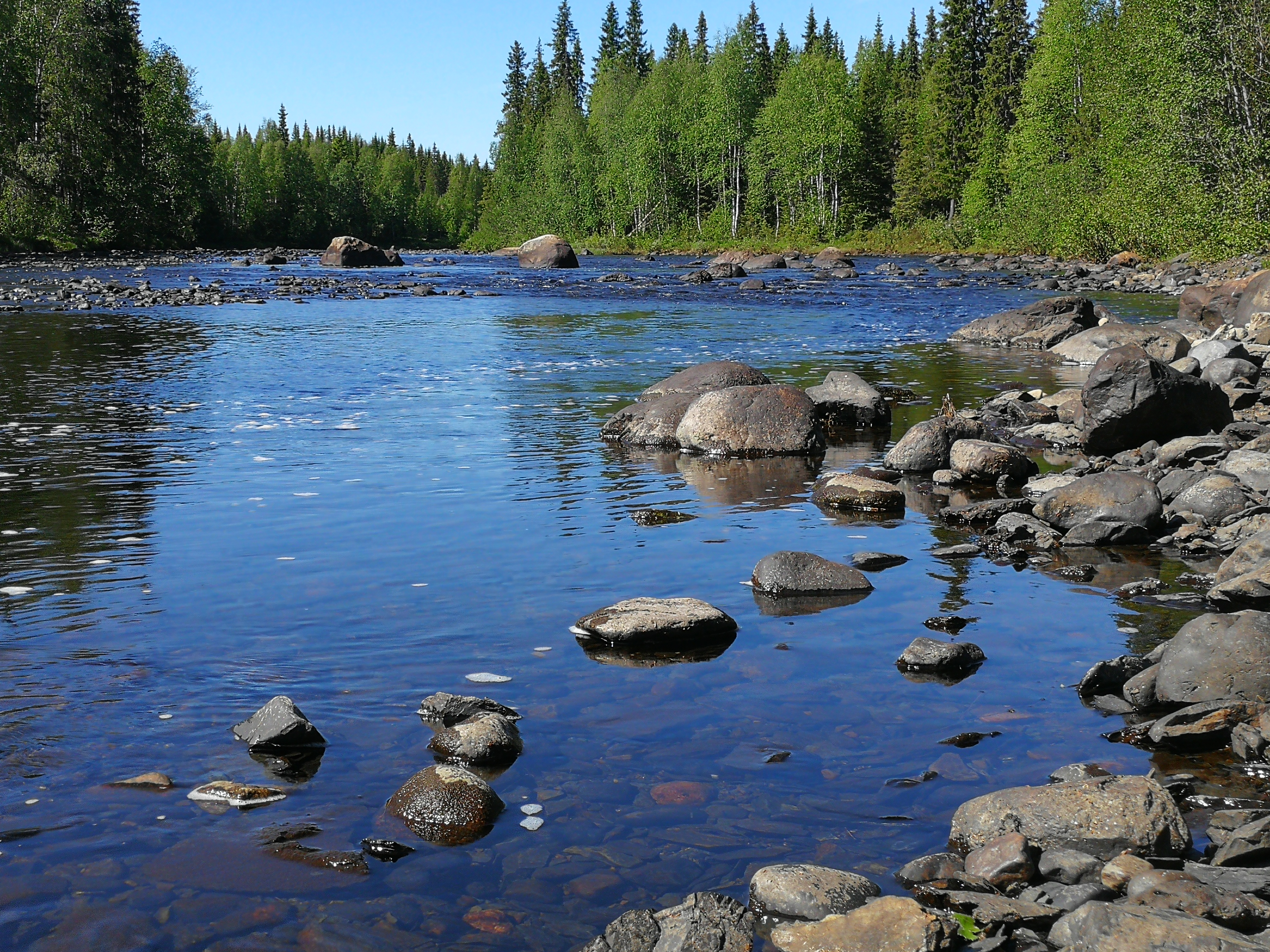
Öjån.